# Dolichomitus buccatus
Dolichomitus buccatus är en stekelart som beskrevs av Henry Keith Townes, Jr. 1960. Dolichomitus buccatus ingår i släktet Dolichomitus och familjen brokparasitsteklar. Inga underarter finns listade i Catalogue of Life.